# Бор (Кировский район)
Бор — деревня в Суховском сельском поселении Кировского района Ленинградской области.

## История
Впервые упоминается в Писцовой книге Водской пятины 1500 года как деревня Бор на Кобоне в Пречистенский Городенском погосте Ладожского уезда.
Село Бор упоминается на карте Санкт-Петербургской губернии 1792 года А. М. Вильбрехта.
На карте Санкт-Петербургской губернии Ф. Ф. Шуберта 1834 года обозначена деревня Бор.

БОР — деревня принадлежит капитану Крутову, чиновнику 9-го класса Сахарову и действительному статскому советнику Коржевскому, число жителей по ревизии: 55 м. п., 63 ж. п. (1838 год)

Деревня Бор отмечена на карте профессора С. С. Куторги 1852 года.

БОР — деревня госпожи Стендер и наследников Дядькова, по просёлочной дороге, число дворов — 35, число душ — 84 м. п. (1856 год)

БОР — деревня владельческая при реке Кобоне, число дворов — 35, число жителей: 78 м. п., 93 ж. п.; Часовня православная. (1862 год)

В конце XIX века деревня административно относилась к Гавсарской волости 1-го стана Новоладожского уезда Санкт-Петербургской губернии, в начале XX века — 4-го стана.
По данным «Памятной книжки Санкт-Петербургской губернии» за 1905 год деревня называлась Бор-Мостовая.
Согласно военно-топографической карте Петроградской и Новгородской губерний издания 1915 года в деревне Бор находилась православная церковь.
С 1917 по 1923 год деревня Бор входила в состав Боровского сельсовета Гавсарской волости Новоладожского уезда.
С 1923 года в составе Шумской волости Волховского уезда.
С 1924 года в составе Низовского сельсовета.
Согласно данным переписи населения СССР 1926 года в деревне Бор-Мостовой проживал 281 человек — все русские.
С 1927 года в составе Мгинского района.
По данным 1933 года деревня Бор входила в состав Низовского сельсовета Мгинского района.

План деревни Бор. 1941 год

Согласно топографической карте РККА 1941 года деревня насчитывала 60 дворов.
С 1954 года в составе Кобонского сельсовета.
С 1959 года в составе Выставского сельсовета.
С 1960 года в составе Волховского района.
В 1961 году население деревни Бор составляло 151 человек.
По данным 1966 и 1973 годов деревня Бор также входила в состав Выставского сельсовета Волховского района.
По данным 1990 года деревня Бор входила в состав Суховского сельсовета Кировского района.
В 1997 году в деревне Бор Суховской волости проживали 59 человек, в 2002 году — 53 человека (русские — 96 %).
В 2007 году в деревне Бор Суховского СП — 38.

## География
Деревня расположена в северо-восточной части района на автодороге 41К-123 (Лаврово — Кобона — Сухое), к западу от центра поселения, деревни Сухое.
Расстояние до административного центра поселения — 4 км.
Расстояние до ближайшей железнодорожной станции Войбокало — 22 км.
Через деревню протекает река Кобона.

## Демография
| 1862 | 2007 | 2010 | 2017 |
| ---- | ---- | ---- | ---- |
| 171  | ↘38  | ↗48  | ↘30  |

## Улицы
Территория Поле Средний наволок.